# Giandiego Gatta
Giacomo Diego Gatta, detto Giandiego (Manfredonia, 10 aprile 1964), è un politico italiano.

## Biografia
Figlio di Renzo Gatta, esponente di rilievo pugliese del Movimento Sociale Italiano che ricoprì gli incarichi di consigliere comunale a Manfredonia, consigliere presso la provincia di Foggia e consigliere regionale
Si diploma al liceo classico “Aldo Moro” di Manfredonia. Prosegue poi gli studi universitari, laureandosi in Giurisprudenza. Da anni svolge la professione di avvocato civilista, patrocinante in Cassazione e presso le Magistrature Superiori. Ha svolto anche attività di docenza, dal 2006 al 2009, presso la facoltà di economia dell’Università di Foggia.

## Attività politica
Si accosta alla politica sin da giovane, iscrivendosi al Fronte della Gioventù, di cui ricopre l’incarico di segretario provinciale di Foggia fino alla svolta di Fiuggi avvenuta nel 1995. In seguito, aderisce ad Alleanza Nazionale.
Alle elezioni regionali in Puglia del 2000 è candidato a consigliere regionale per la provincia di Foggia nelle liste di AN, ottenendo 8.834 preferenze e risultando il primo dei non eletti.
Dal 2004 al 2010, con nomina da parte del Ministero dell’Ambiente e della Tutela del Territorio e del Mare, ricopre l'incarico di presidente del Parco nazionale del Gargano.
Nel 2009 aderisce al Popolo della Libertà, nelle cui liste alle elezioni regionali in Puglia del 2010 è eletto consigliere regionale per la provincia di Foggia con 13.928 preferenze.
Allo scioglimento del PdL nel 2013 si iscrive a Forza Italia, di cui fa ancora parte. Alle elezioni regionali del 2015 è rieletto consigliere regionale nella medesima circoscrizione con 9.067 preferenze, divenendo vicepresidente del Consiglio regionale.
Alle elezioni politiche del 2018 si è candidato alla Camera dei Deputati nel collegio uninominale Puglia - 15 per il centrodestra (in quota FI), totalizzando il 34,30% e venendo superato da Antonio Tasso del Movimento 5 Stelle (43,81%).
Alle elezioni regionali del 2020 è eletto per la terza volta consigliere regionale per Forza Italia con 10.017 preferenze assumendo l’incarico di consigliere segretario dell’Ufficio di Presidenza.

### Elezione a deputato
Alle elezioni politiche del 2022 viene eletto alla Camera nel collegio uninominale Puglia - 02 (Cerignola) per la coalizione di centro-destra, ottenendo il 39,88% e superando Fabrizio Marrazzo del Movimento 5 Stelle (33,83%) e Raffaele Piemontese del centrosinistra (20,65%) ottenendo 49.799 voti.
Dal 9 novembre 2022 è membro della 13ª Commissione Agricoltura della Camera, e il 16 novembre viene eletto Vicepresidente della Giunta delle elezioni.